# 傑佛遜縣 (華盛頓州)
傑佛遜縣（英語：Jefferson County）是美国华盛顿州西北部的一個郡，西臨太平洋，東臨皮吉特湾。根据2020年美國人口普查，共有人口32,977人。縣治及唯一的建制市為湯森港。該郡於1852年12月22日從瑟斯顿县獨立出，由俄勒岡領地的立法机关頒定，包含奧林匹克半島北部12,570平方（4,854平方英里）的土地。縣名紀念第三任美国总统托马斯·杰斐逊。
1854年4月26日，华盛顿领地議會把西北部6,900平方（2,670平方英里）的地劃為克拉勒姆县。

## 地理
根據美国人口普查局，郡總面積為5,650平方（2,183平方英里），其中陸地面積占4,670平方（1,804平方英里）、水域面積占980平方（379平方英里） （17.4%）。

### 地理特色
- 海軍灣（英语：Admiralty Inlet）
- 毀滅島（英语：Destruction Island）
- 發現灣
- 胡德水道（英语：Hood Canal）
- 奥林匹斯山
- 奥林匹克山脉
- 奧林匹克半島
- 太平洋
- 威爾森岬（英语：Point Wilson）
- 皮吉特湾
- 奎茨河（英语：Queets River）
- 胡安·德·富卡海峡

### 主要公路
- 101号美国国道
- 20號華盛頓州州道（英语：Washington State Route 20）
- 104號華盛頓州州道（英语：Washington State Route 104）

### 毗鄰郡
- 東北－岛县
- 東南－基沙普郡
- 東南／南－梅森县
- 南／西南－格雷斯港县
- 西北－克拉勒姆县

### 國家保護區
- 奥林匹克国家森林（部分）
- 奧林匹克國家公園（部分）
- 保護島國家野生動物保護區（英语：Protection Island National Wildlife Refuge）
- 奎拉尤特針國家野生動物保護區（英语：Quillayute Needles National Wildlife Refuge）（部分）
- 太平洋西北步道（部分）

## 資料來源
1. ↑  . 美國人口普查局.   [2024-11-10].
2. ↑  Reinartz, Kay.  (PDF): 2.   [2007-12-28]. （原始内容 (PDF)存档于2007-12-01）.
3. ↑  . United States Census Bureau. 2011-02-12  [2011-04-23].

## 外部連結
- （英文） 傑佛遜縣公園及康樂部官方網站
- （英文） 華盛頓大學圖書館數位收藏－太平洋西北地區奧林匹克半島社區博物館 （页面存档备份，存于）
- （英文） 傑佛遜縣官方網站 （页面存档备份，存于）
- （英文） 傑佛遜縣歷史社會研究中心